# طرديلن فارسي
طرديلن فارسي (الاسم العلمي:Tordylium persicum)  هو نوع غير مؤكد من النباتات يتبع جنس الطرديلن من الفصيلة الخيمية.